# Leena Khamis
 Leena Khamis (* 19. Juni 1986 in Camden, New South Wales, Australien) ist eine australische Fußballnationalspielerin assyrischer Volkszugehörigkeit, die im Angriff und Mittelfeld spielt. Im Dezember 2009 gewann sie mit Sydney FC das Grand Final um die australische Meisterschaft. 2008 wurde sie erstmals in der australischen Fußballnationalmannschaft der Frauen eingesetzt. Seit 2022 spielt sie für Macarthur Rams FC in der New South Wales NPL Women.

## Werdegang

### Vereine
Die in einem Stadtteil von Sydney geborene Khamis spielte zunächst bei verschiedenen Vereinen in der Metropolregion von Sydney und ab 2008 in der neu gegründeten W-League bei Sydney FC. Am Ende der Punktspielrunde stand Sydney auf Platz 4 und erreichte im Januar 2009 das Halbfinale gegen Queensland Roar. Hier verloren sie im Elfmeterschießen mit 4:5, wobei Khamis ihren Elfmeter verwandeln konnte. In der folgenden Saison, die schon im Dezember 2009 abgeschlossen wurde, erreichte Sydney das Grand Final und konnte sich revanchieren: mit 3:2 wurde die nun als Brisbane Roar firmierende Mannschaft bezwungen. 2011 konnte Brisbane Roar dann den Spieß umdrehen und das Finale gegen Sydney mit 2:1 gewinnen.  Danach wechselte sie in der Spielpause der australischen Liga nach Dänemark und spielte für Fortuna Hjørring u. a. in der UEFA Women’s Champions League 2011/12 gegen YB Frauen. Dabei erzielte sie am 28. September 2011 beim 3:0 in Bern das erste Tor. Im Achtelfinale gegen Kopparbergs/Göteborg FC gelang ihr zwar im Rückspiel beim 2:3 ebenfalls ein Tor, aber da auch das Hinspiel verloren wurde, schied der dänische Meister aus. Khamis kehrte danach nach Sydney zurück erreichte wieder mit Sydney das Halbfinale der Playoffs gegen Dauerrivale Brisbane. Sydney führte bis zur 90. Minute mit 1:0, dann gelang Brisbane noch der Ausgleich und Sydney verlor zudem Kyah Simon durch eine Gelb-rote Karte. In Unterzahl überstanden sie die dann zwar die 30 Minuten der Verlängerung, da es dann aber immer noch 1:1 stand, musste das Elfmeterschießen entscheiden. Khamis musste nicht antreten, da zwei ihrer Mitspielerinnen, aber nur eine Spielerin aus Brisbane scheiterten, verpasste Sydney damit das Grand Final.
Sydney erreichte dann 2013 erneut das Grand Final, diesmal gegen Melbourne Victory und konnte diesmal gewinnen, wobei Khamis allerdings aufgrund einer Knieverletzung nicht dabei war. Ein Jahr später konnte sich Melbourne im Halbfinale revanchieren und Sydney durch ein 3:2 trotz eines Tores von Khamis den erneuten Finaleinzug verwehren. Und auch im folgenden Jahr in dem Khamis wieder wegen einer Knieverletzung nicht zum Einsatz kam, war im Halbfinale Endstation, diesmal gegen Perth Glory.
Zur Saison 2018/19 wechselte sie zum Lokalrivalen Western Sydney Wanderers, mit dem sie aber nur den letzten Platz in der Tabelle belegte. Danach ging es zum Hauptstadtclub Canberra United.
Im Januar wurde sie von Perth Glory als Ersatz für verletzte Spielerinnen verpflichtet.

### Nationalmannschaften

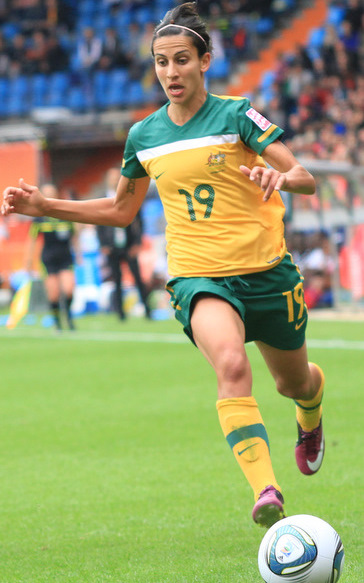
Khamis bei der WM 2011

2004 nahm sie mit der U-19-Mannschaft (Young Matildas) an der U-19-Fußball-Weltmeisterschaft der Frauen 2004 teil, bei der Australien als einer der beiden besten Gruppendritten das Viertelfinale erreichte. Sie wirkte in zwei Gruppenspielen und bei der Viertelfinalniederlage gegen die USA mit. Auch zwei Jahre später, als die WM als U-20-Meisterschaft ausgetragen wurde, wurde sie wieder berücksichtigt und wurde zweimal eingesetzt. Diesmal reichte es nicht für das Viertelfinale, da nach der Aufstockung des Teilnehmerfeldes keine Gruppendritten weiterkamen.
Am 9. Juli 2008 wurde sie gegen China erstmals in der A-Nationalmannschaft eingesetzt. 2010 nahm sie an der Fußball-Asienmeisterschaft der Frauen 2010 teil und erzielte im ersten Spiel gegen Vietnam das erste Tor. Australien erreichte das Finale und wurde durch einen Sieg im Elfmeterschießen erstmals Asienmeister. Bereits mit dem Einzug ins Finale hatte sich Australien für die WM in Deutschland qualifiziert, für die sie auch nominiert wurde.  Sie wurde nur beim 3:2-Sieg gegen Äquatorialguinea eingesetzt und erzielte in der achten Minute das 1:0. Danach konnte sich Australien nicht für die Olympischen Spiele 2012 qualifizieren.
An der Fußball-Asienmeisterschaft der Frauen 2014 nahm sie dann wieder teil. Bei der Meisterschaft, bei der Australien den Titel nicht verteidigen konnte, wurde sie aber nur im zweiten Gruppenspiel gegen Jordanien eingesetzt. 
Für den Zypern-Cup 2015 und die Testspiele Anfang 2014 wurde sie aufgrund der im Juni 2014 erlittenen Knieverletzung nicht berücksichtigt, aber am 12. Mai 2015 dennoch für den australischen WM-Kader 2015 nominiert. Nach der Nominierung wurde sie dann beim 4:0 im Testspiel gegen Vietnam wieder eingewechselt. Bei der WM wurde sie aber nicht eingesetzt und danach noch nicht wieder nominiert.

## Erfolge
- Australischer Meister 2009, 2013 (ohne Einsatz)
- Asienmeister 2010